# Singin' in the Rain
Singin' in the Rain (no Brasil, Cantando na Chuva e em Portugal, Serenata à Chuva) é um filme estadunidense do gênero comédia musical, estreado em 1952, dirigido e coreografado por Gene Kelly e Stanley Donen e estrelada por Kelly, Donald O'Connor e Debbie Reynolds. A história do filme retrata o ambiente dos anos 1920s em Hollywood na transição do cinema mudo para o cinema falado.
O filme ocupa a primeira colocação na Lista dos 25 Maiores Musicais Americanos de todos os tempos, idealizada pelo American Film Institute (AFI) e divulgada em 2006.
O filme foi um sucesso modesto quando lançado pela primeira vez, com a vitória de O'Connor Melhor como "melhor ator" no Globo de Ouro e de Comden e Green no Writers Guild of America, sendo os únicos grandes reconhecimentos. No entanto, foi-lhe conferido o status legendário por críticos contemporâneos. Agora, é frequentemente descrito como um dos melhores musicais de todos os tempos, superando o 100 AFI Anos de lista Musicais, e ocupando a quinta posição em sua lista atualizada dos maiores filmes americanos em 2007.

## Enredo
Don Lockwood é uma estrela do cinema mudo popular, mas com raízes como um cantor, dançarino e dublê. Don mal consegue tolerar sua insípida "noiva" Lina Lamont, apesar do estúdio, Pictures Monumental, vender um relacionamento entre eles para aumentar sua popularidade. Lina está convencida de que eles estão apaixonados, apesar do tratamento negativo que ela tem dele. Na estréia de seu mais novo filme, The Royal Rascal, Don diz para a multidão reunida na premiere uma versão exagerada da história de vida, incluindo seu lema, que é "Dignidade. Sempre dignidade". Suas palavras são contraditas por flashbacks mostrando ele tendo várias funções servis e humilhantes no palco e no cinema ao lado de seu melhor amigo, Cosmo Brown.
Para escapar de seus fãs após a estreia, Don pula em um carro que era digirido por Kathy Selden (Debbie Reynolds). Ela tira ele do carro, mas não antes que dizer que é uma atriz de teatro - uma verdadeira atriz, na sua opinião - e zombar de suas realizações "indignas". Mais tarde, em uma festa, o chefe do estúdio de Don, R.F. Simpson, mostra uma pequena demonstração de um filme falado Vitaphone, mas os convidados não se impressionam. Para a diversão de Don e constrangimento de Kathy, ela salta para fora de um bolo de simulação bem na frente dele como parte do entretenimento; Kathy, ao que parece, é uma menina de coro. Furioso com a provocação do Don, ela joga um bolo real para ele, que cai no rosto de Lina. Don é apaixonado por ela, mas ela foge pela noite. Don procura por ela durante semanas até descobrir que ela foi demitida, acreditando ser o responsável, mas Lina diz a ele durante as filmagens de uma cena de amor que ela fez Kathy perdeu seu emprego como um ato de vingança e ciúme. Mais tarde, Don encontra Kathy trabalhando em outra produção Pictures Monumental e eles se desculpam. Ela confessa ter sido um fã de Don o tempo todo e eles começam a se apaixonar.
Depois de um estúdio rival (Warner Bros.) ter um enorme sucesso com seu primeiro filme falado de 1927, The Jazz Singer, RF decide que ele não tem escolha, e deve converter o próximo filme Lockwood e Lamont, O Cavaleiro Galante em um filme sonoro. A produção está com dificuldade em capturar  o som, mas, de longe, o pior problema é a voz irritante de Lina. Um fonoaudiólogo tenta ensiná-la a falar corretamente, mas sem sucesso. Don também tem aulas de dicção (embora com resultados muito melhores). O teste do filme desastre; os diálogos do filme são mal interpretados pelos atores, que não tinham habilidade de decorar as falas, além das falhas no som e, no meio do filme, o som sai de sincronização, com resultados hilariantes da plateia, que acha que o filme é uma comédia.
Depois da estréia, Don, Kathy e Cosmo vêm com a ideia de transformar O Cavaleiro Galante em um musical chamado O Cavaleiro Dançante. Don será capaz de mostrar o seu canto e dança talento natural, mas eles estão perplexos quando eles devem pensar sobre o que fazer com Lina e sua voz. Cosmo, inspirado por uma cena em "O Cavaleiro Galante" onde a voz de Lina estava fora de sincronia, sugere que eles dublarem a voz de Lina com a Kathy. Eles trazem a ideia de RF, que vai em frente com a ideia, mas quando Lina descobre, fica furiosa. Ela torna-se ainda mais furiosa quando descobre que RF pretende creditar Kathye dar-lhe uma grande promoção de publicidade. Lina, depois de ir a advogados, ameaça processar RF a menos que ele cancele essa ideia, relutante, concorda come ela.
A estréia de O Cavaleiro Dançante é um tremendo sucesso. Quando o público clama por Lina para cantar ao vivo, Don, Cosmo, e RF improvisam e trazem Kathy para dubla-la ao vivo, escondido atrás da cortina do palco. Enquanto Lina está "cantando", Don, Cosmo e R.F. alegremente levantam a cortina. Quando Cosmo substitui Kathy ao microfone, a farsa se torna óbvia. Constrangido, Lina foge devido à humilhação. Kathy, angustiada, tenta fugir também, mas não antes de Don orgulhosamente anunciar para o público que ela é "a verdadeira estrela do filme". A cena final mostra Kathy e Don beijando na frente de um cartaz de seu novo filme: Cantando na Chuva.

## Elenco

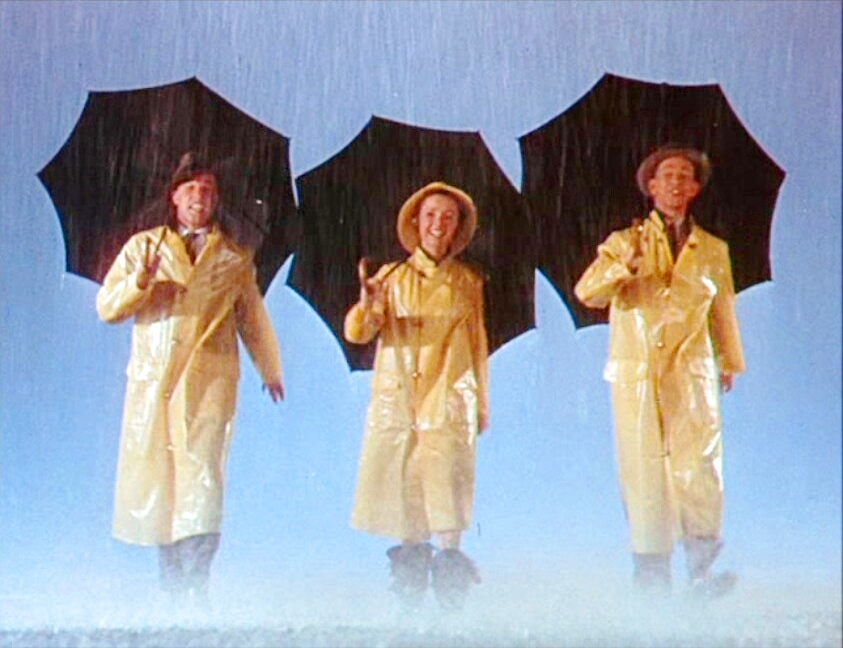
Gene Kelly, Debbie Reynolds e Donald O'Connor

- Gene Kelly como Don Lockwood. Embora seu desempenho na canção "Singin' in the Rain" seja agora considerado icônico, Kelly não foi a primeira escolha para o papel: Howard Keel foi originalmente pensado. No entanto, Keel foi substituído por Kelly como os roteiristas evoluiram o personagem de um "ator ocidental" para um performance "de música e dança de vaudeville".
- Donald O'Connor como Cosmo Brown. O papel foi baseado em e inicialmente escrito para Oscar Levant.
- Debbie Reynolds como Kathy Selden. Logo no início da produção, Judy Garland (pouco antes de sua rescisão de contrato de MGM), Kathryn Grayson, Jane Powell, Leslie Caron, e June Allyson estavam entre os nomes para interpretar a "ingênua". No entanto, os diretores Stanley Donen e Gene Kelly insistiram que Debbie Reynolds sempre foi o primeiro nome em sua mente para o papel. Embora o filme gire em torno da ideia de que Kathy tem para dublar sobre a voz de Lina, na cena em que Kathy dubla voz normal de Jean Hagen é usada.
- Jean Hagen como Lina Lamont. Judy Holliday foi fortemente considerado para o papel de Lina, até que ela sugeriu Hagen, que tinha sido sua substituta na produção da Broadway de Born Yesterday [filme que deu um Oscar de Melhor Atriz para Hollyday]. Sua personagem foi baseada na estrela de filmes mudos Norma Talmadge que foi bombardeada durante a transição para o cinema falado.
- Millard Mitchell como R.F. Simpson. O chefe do estúdio no filme é uma referência ao produtor Freed. R.F.

## Músicas
Quase todas as músicas de Cantando na Chuva não foram escritas para o filme (com exceção de "Moses Supposes"), sendo selecionadas de outros filmes e o roteiro foi montado a partir dessas músicas [outro filme que utilizou essa prática foi Moulin Rouge! de 2001, também um musical].

## Recepção

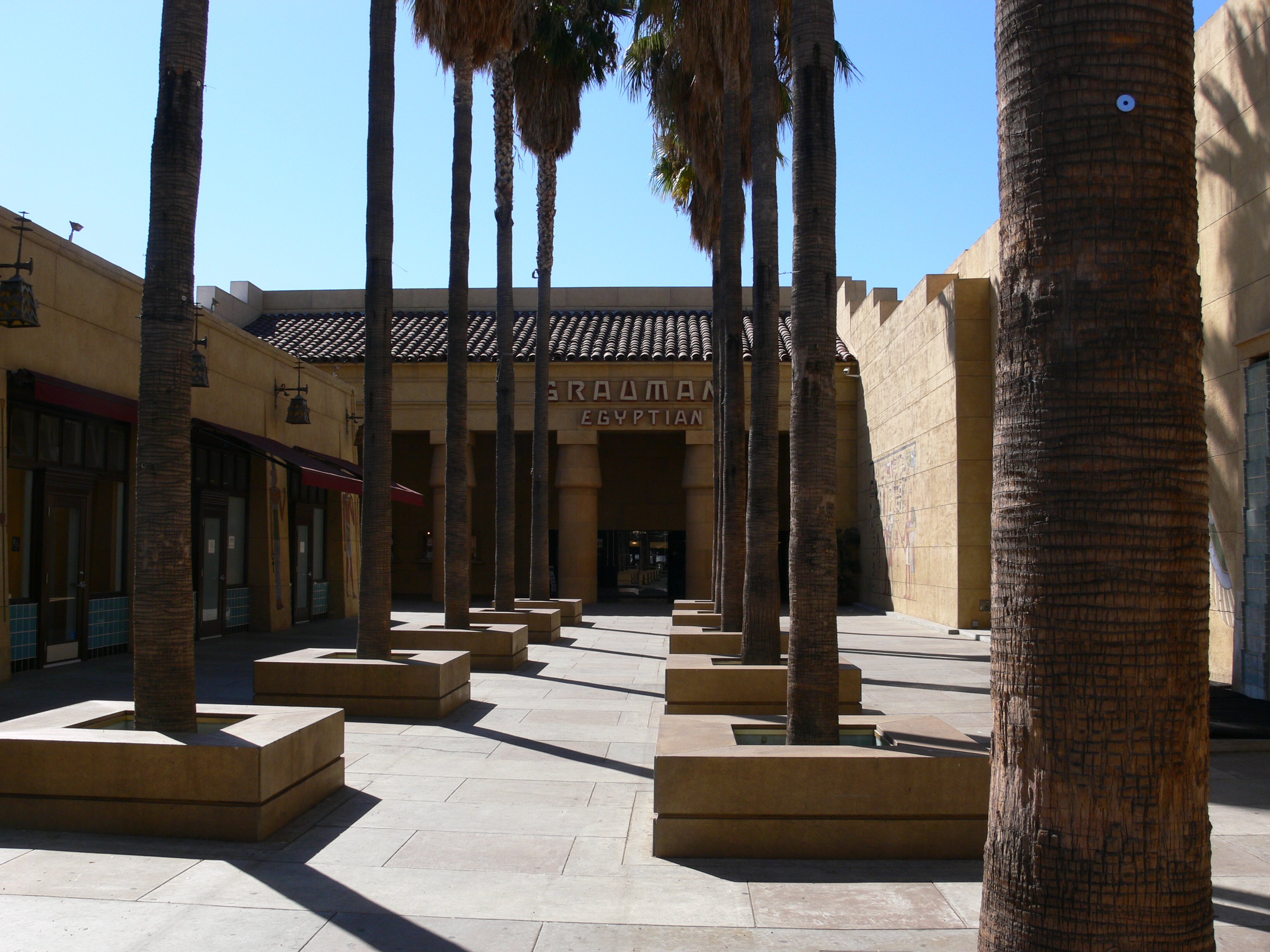
View from Hollywood Boulevard, through entry courtyard with palm allée, to Grauman's Egyptian Theatre entrance. In central Hollywood, Los Angeles, California.

Segundo os registros da MGM, durante o lançamento teatral inicial do filme, faturou US $ 3.263.000 nos EUA e Canadá e US $ 2.367.000 internacionalmente, ganhando ao estúdio um lucro de US $ 666.000.Foi o décimo filme com maior bilheteria do ano nos EUA e no Canadá.
Recepção da Crítica
No Rotten Tomatoes teve aclamação de 100/100 com o consenso de que o filme era: "Inteligente, incisivo e engraçado, Singin 'in the Rain é uma obra-prima do musical clássico de Hollywood". No site Metacritic tem 99/100 e recebeu uma certificação de "Aclamação Universal"os usuários do site brasileiro AdoroCinema deram ao filme 4/5 estreleas